# Leya Buchanan
Leya Buchanan (* 17. August 1996 in Mississauga, Ontario) ist eine kanadische Leichtathletin, die sich auf den Sprint spezialisiert hat.

## Sportliche Laufbahn
Erste internationale Erfahrungen sammelte Leya Buchanan im Jahr 2013, als sie bei den Jugendweltmeisterschaften in Donezk mit 12,29 s im Halbfinale im 100-Meter-Lauf ausschied. Im Jahr darauf schied sie bei den Juniorenweltmeisterschaften in Eugene mit 24,17 s im Semifinale über 200 Meter aus und kam mit der kanadischen 4-mal-100-Meter-Staffel im Vorlauf nicht ins Ziel. 2015 belegte sie bei den Panamerikanischen Juniorenmeisterschaften in Edmonton in 11,92 s und 24,28 s jeweils den achten Platz über 100 und 200 Meter und gelangte mit der Staffel mit 47,32 s auf den fünften Platz. Im Jahr darauf belegte sie bei den U23-NACAC-Meisterschaften in San Salvador in 11,83 s den vierten Platz und klassierte sich mit 24,36 s auf dem siebten Platz im 200-Meter-Lauf und wurde im Staffelbewerb in 46,72 s Vierte. 2017 startete sie über 100 Meter bei den Weltmeisterschaften in London und kam dort mit 11,84 s nicht über die erste Runde hinaus. Im Jahr darauf schied sie bei den NACAC-Meisterschaften in Toronto mit 23,91 s im Vorlauf über 200 Meter aus und belegte in 11,63 s den achten Platz über 100 Meter. 2019 schied sie bei den Panamerikanischen Spielen in Lima mit 11,70 s in der Vorrunde über 100 Meter aus und gewann mit der Staffel in 43,37 s gemeinsam mit Khamica Bingham, Crystal Emmanuel und Ashlan Best die Silbermedaille hinter dem brasilianischen Team. 2022 startete sie mit der Staffel bei den Weltmeisterschaften in Eugene und verpasste dort mit 43,09 s den Finaleinzug.
2019 wurde Buchanan kanadische Meisterin im 200-Meter-Lauf.

## Persönliche Bestzeiten
- 100 Meter: 11,17 s (+0,9 m/s), 13. Mai 2018 in Waco
  - 60 Meter (Halle): 7,29 s, 12. Januar 2018 in Houston
- 200 Meter: 23,21 s (+1,7 m/s), 7. Juli 2018 in Ottawa
  - 200 Meter (Halle): 23,52 s, 10. Februar 2018 in Fayetteville